# Dmitri Anatoljewitsch Dorofejew
Dmitri Anatoljewitsch Dorofejew (russisch Дмитрий Анатольевич Дорофеев; * 12. November 1976 in Kolomna) ist ein russischer Eisschnellläufer.

## Biografie
Dmitri Dorofejew wurde 1976 in der Sowjetunion geboren und wuchs gemeinsam mit zwei Brüdern und zwei Schwestern in einem Vorort von Moskau auf, wo er noch heute lebt. Im Alter von neun Jahren wurde Dorofejew an seiner Schule von einem Eisschnelllauftrainer entdeckt, der ihn an den Sport heranführte. Seinen Einstand im Weltcup gab der 73,5 kg schwere und 1,73 m große Athlet am 22. Februar 1997 im Alter von 21 Jahren auf der Freiluftbahn von Innsbruck, wo er über 500 Meter den 15. Platz belegte.
Zum ersten Mal auf sich aufmerksam machen konnte Dorofejew in der Saison 1999/2000 am selben Ort, als er beim Weltcup den Sieg über 500 Meter (Siegeszeit 35,74 s) vor dem US-Amerikaner Casey FitzRandolph und dem Japaner Hiroyasu Shimizu davontragen konnte. An diesem Erfolg konnte er nicht mehr anknüpfen und belegte bei den Sprint-Weltmeisterschaften 2002 in Seoul den zehnten Platz bzw. bei den darauf folgenden Olympischen Winterspielen in Salt Lake City den 18. Platz über 500 Meter. Bei der Sprint-WM 2004 in Nagano erreichte Dorofejew nur einen 31. Platz, bei der Veranstaltung ein Jahr später in Salt Lake City Platz 21.
Der Sprung zurück in die Weltspitze gelang Dorofejew im Herbst 2005. In der Olympiasaison gelang es dem auf der 500- und 1000-Meter-Strecke spezialisierten Sportler bei den Weltcups in Turin (1000 m) und Inzell (500 m, 1000 m, 500 m) vier Siege zu erringen sowie vier zweite Plätze zu erzielen. Er steigerte seine persönliche Bestzeit über 500 m auf 34,86 Sekunden und über 1000 m auf 1:09,32 Minuten. Bei den Sprint-Weltmeisterschaften 2006 in Heerenveen musste sich Dorofejew nur dem US-Amerikaner Joey Cheek geschlagen geben und gewann vor Lokalmatador Jan Bos die Silbermedaille. Bei den Olympischen Winterspielen 2006 in Turin gehört der russische Eisschnellläufer als Weltcupführender zu den Favoriten über 500 und 1000 Meter. Über 500 Meter gewann Dorofejew nach zwei Läufen mit einer Zeit von 1:10,41 Minuten hinter Joey Cheek die Silbermedaille.

## Persönliche Bestzeiten
| Strecke | Zeit        | Datum             | Ort       |
| ------- | ----------- | ----------------- | --------- |
| 500 m   | 34,86 s     | 6. November 2005  | Calgary   |
| 1000 m  | 1:09,32 min | 27. November 2005 | Milwaukee |
| 1500 m  | 1:51,52 min | 13. August 2005   | Calgary   |